# Nosophora maculalis
Nosophora maculalis is een vlinder uit de familie van de grasmotten (Crambidae). De wetenschappelijke naam van de soort is voor het eerst gepubliceerd in 1889 door John Henry Leech.
De soort komt voor in China, het meest oostelijke deel van Rusland (op het eiland Askold) en in Japan.